# Fiscalia Anticorrupció
La Fiscalia Anticorrupció (que realment s'anomena Fiscalia Especial contra la Corrupció i la Criminalitat Organitzada) és un òrgan del Ministeri Fiscal espanyol especialitzat a intervenir en els processos penals per delictes econòmics relacionats amb la corrupció i en la coordinació d'actuacions de les distintes fiscalies per a la prevenció i repressió d'aquests delictes.
Fou creada per la Llei 10/1995, de 24 d'abril, que modificà l'Estatut orgànic del Ministeri Fiscal per incloure tal especialització. Posteriorment, per Llei 24/2007, de 9 d'octubre, s'ampliaren els delictes de la seva competència.

## Funcionament i organització
La Fiscalia Anticorrupció es troba sota la direcció del Fiscal General de l'Estat i té seu a Madrid, però exerceix competències a tot Espanya. Està integrada per un fiscal de sala, un tinent fiscal i els fiscals que se li assignin. Té també adscrita una unitat especial de policia judicial i professionals i experts per auxiliar-la en les seves tasques.
La seva organització està regulada amb detall per la Instrucció 1/1996, de 15 de gener, sobre competències i organització de la fiscalia especial per a la repressió dels delictes econòmics relacionats amb la corrupció.

## Competències
La Fiscalia Anticorrupció actua respecte als següents delictes:
- Delictes contra la hisenda pública, contraban i en matèria de control de canvis.
- Delictes de prevaricació.
- Delictes d'abús o ús indegut d'informació privilegiada.
- Malversació de cabals públics.
- Fraus i exaccions il·legals.
- Delictes de tràfic d'influències.
- Delictes de suborn.
- Negociacions prohibides a funcionaris.
- Defraudacions.
- Insolvències punibles.
- Alteracions de preus en concursos i subhastes públics.
- Delictes relatius a la propietat intel·lectual i industrial, al mercat i als consumidors.
- Delictes societaris.
- Rentat de diners i conductes afins a la receptació, excepte els vinculats a delictes de tràfic de drogues i terrorisme.
- Delictes de corrupció en transaccions comercials internacionals.
- Delictes de corrupció en el sector privat.
- La investigació dels actes relacionats amb grups delictius organitzats o amb l'aprofitament econòmic d'activitats delictives, així com dels delictes connexes, excepte els vinculats a delictes de tràfic de drogues i terrorisme.